# Букка I
Букка — імператор Віджаянагарської імперії з династії Сангама.

## Життєпис
Разом зі своїм братом Харіхарою I 1336 року створили нову імперію.
За часів 37-річного правління Букки межі імперії продовжували розширюватись. Букка завоював більшість царств південної Індії. Він здобув перемогу над правителем Аркоту, Шамбувараєю, 1360 року були завойовані області навколо Пенуконди. 1371 року Букка завдав поразки султану Мадурая та розширив свої володіння до самого Рамешварама. 1374 року імператор узяв гору над Мухаммад-шахом I, султанатом Бахмані, а також узяв під свій контроль Гоа, царство Орісса, Джафну на Цейлоні та володіння заморінів Малабару.